# Musik Gambias
Die Musik Gambias steht in enger Beziehung mit der Musikszene seines westafrikanischen Nachbarlandes Senegal.

## Traditionelle Musik

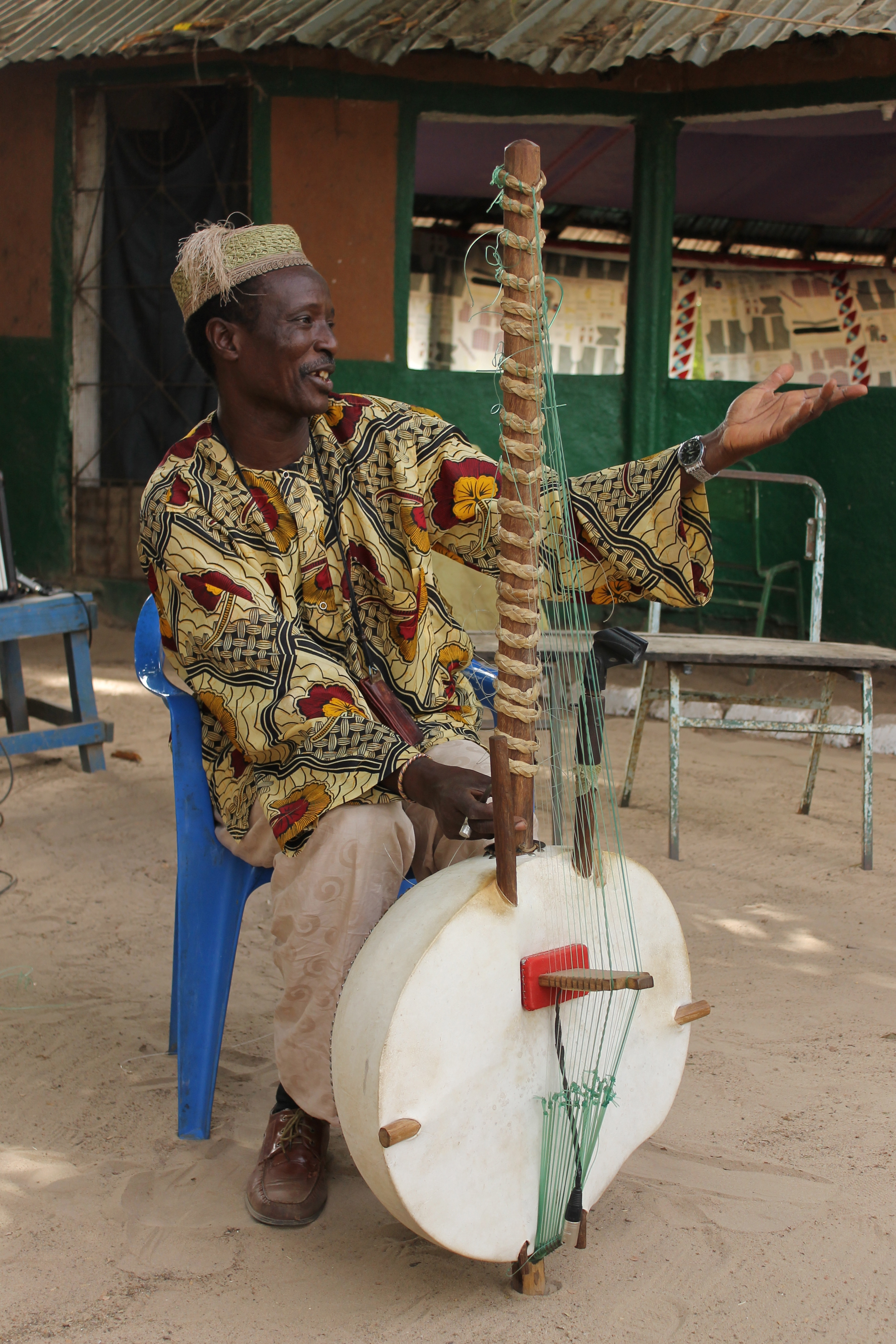
Ein Kora-Spieler aus Gambia

In der traditionellen Musik Gambias spielen die jali (oder jeli, Plural jalolu), im frankophonen Sprachraum als „Griot“ bezeichnet, eine tragende Rolle. Als eine Tradition des Lobgesangs, der innerhalb der Familien weitergegeben wird, ist sie seit der Zeit des mittelalterlichen Mandereiches in der ganzen westafrikanischen Region verbreitet. Weit verbreitet ist unter den gambischen Griots das Spielen der kora, einer 21-saitigen Stegharfe. Das bekannteste Musikinstrument der Wolof in Gambia ist die fünfsaitige Zupflaute xalam. Die drei- oder viersaitige Stegharfe bolon ist eine traditionelle „Jägerharfe“ und gehört nicht zur Musik der Griots.
Die Volksgruppe der Mandinka, die auf das Mandereich zurückgeht, stellt rund vier Zehntel der Bevölkerung Gambias. Neben der kora spielen sie balafon, ein von Kalebassenresonatoren verstärktes Xylophon, und die schlanke Zupflaute ngoni. Eine musikalische Hochburg entstand in der Region um den Ort Brikama, darunter die Musiker Amadou Bansang Jobarteh oder Foday Musa Suso. Letzterer gründete in den 1970er-Jahren in New York die Mandingo Griot Society, wobei in Zusammenarbeit mit Bill Laswell, Philip Glass und dem Kronos Quartet die Mandemusik Einfluss auf die New Yorker Avantgarde-Szene nahm.

## Popmusik
Die Geschichte der gambischen Popmusik begann in den 1960er-Jahren, als die Gruppen The Super Eagles und Guelewar gegründet wurden, zu der Zeit, als beliebte Bands amerikanische, britische oder kubanische Musik spielten. 1977 gingen die The Super Eagles nach London und wirkten in Mike Raven’s Band Call mit. Sie spielten Merengue und andere Musikstile mit afrikanischem Einfluss und in der Sprache Wolof gesungene Texte. Nach den Darbietungen spielten sie improvisierte traditionelle Weisen, worauf sie von einem nicht näher beschriebenen Mann aufgefordert wurden mehr in diesem Stil zu spielen. Dies inspirierte die Gruppe zu der Rückkehr nach Gambia, um die musikalischen Wurzeln des Landes zu studieren. Sie durchreisten zwei Jahre das Land und gründeten sich als reformierte Band unter dem Namen Ifang Bondi erneut. Ihr Musikstil wurde als Afro-Manding-Blues bezeichnet.
Ifang Bondi und andere gambische Musiker verursachten Unruhen, als sie in andere Länder wie beispielsweise in die Niederlande emigrierten und damit die im Entstehen begriffene Musikindustrie dezimierten. In den 1990er-Jahren waren der Musiker Jaliba Kuyateh und seine Kumareh Band einer der bekanntesten Vertreter der gambischen Musik. Weiter gibt es eine wachsende gambische Hip-Hop-Szene.